# الحزب الشيوعي العراقي - القيادة المركزية
الحزب الشيوعي العراقي - القيادة المركزية كان حزبا شيوعيا في العراق، انفصل عن الحزب الشيوعي العراقي عام 1967. اشتعلت الخلافات في الحزب الشيوعي العراقي بعد الهزيمة العسكرية في حرب الأيام الست، حيث اعتبرت الفصائل المعارضة أن خط الحزب شديد الانقياد تجاه الحكومة الحالية. حاول الحزب الشيوعي العراقي - القيادة المركزية بناء حركة حرب عصابات في الفرات الأوسط بمنطقة الاهوار الجنوبية والعراق. عارضت بعنف كلاً من حكومة عارف وحكومة البعث. في عام 1969 ألقي القبض على قيادة الحزب والعديد من أعضاء الحزب العاديين، وقتل العديد منهم في الأسر. بينما استمر الحزب الشيوعي العراقي - القيادة المركزية، لم يستعد أبدًا دورًا بارزًا في السياسة الوطنية.

## الانقسام الحزبي في الحزب الشيوعي
كان عزيز الحاج أحد كوادر الحزب الشيوعي العراقي الذي تم إرساله إلى براغ لتمثيل الحزب في مكتب تحرير مجلة World Marxist Review عام 1959. يصبح الحاج غير راضٍ عن التحولات في خط الحزب وموقفه من حكومة عبد السلام عارف.  في براغ، نظم الحاج فصيلاً معارضاً من الشيوعيين العراقيين الشباب. ثم عاد إلى العراق في كانون الثاني (يناير) 1967 وبرز كزعيم غير رسمي للجنة بغداد الإقليمية للحزب الشيوعي. في فبراير 1967 تم إدخال الحاج في المكتب السياسي للحزب الشيوعي.
ظهرت الانقسامات في المكتب السياسي للحزب الشيوعي العراقي بعد الهزيمة العسكرية في حرب الأيام الستة. تصاعد التوتر داخل الحزب الشيوعي العراقي فيما يتعلق بالمعارضة الطيعة لحكومة عارف وموقفها الغامض من حقوق الأكراد. ظهرت مجموعة معارضة أخرى، أطلق عليها اسم "فصيل الكادر"، من اجتماع عقد في 30 يونيو 1967. كان الشخصية القيادية في فصيل كادر هو خالد أحمد زكي (المسمى بالحزب ظافر)، الذي جادل بأن الحزب قد انحرف عن خط فهد وتحول نحو المراجعة بعد أن أصبح الحزب تابعًا لعبد الكريم قاسم في عام 1959. علاوة على ذلك، جادل زكي بأن المنعطف اليميني قد ترسخ بخط الحزب الجديد الذي تم تبنيه في يونيو وأغسطس 1964. ودعا زكي الحزب الشيوعي العراقي إلى تطهير قيادة الحزب من أنصار خط آب 1964 وعقد مؤتمر للحزب.
كان كادر فصيل مجموعة صغيرة نسبيًا، ولكن بعد اجتماع 30 يونيو 1967، بدأت المجموعة في الاستعداد للكفاح المسلح. وأقام وحدات مسلحة في الأهوار الجنوبية ومنطقة الفرات الأوسط وكردستان. كان لكتلة الكوادر درجة معينة من التأثير في مدينتي الثورة والشعلة (منطقتان في بغداد)، وبين الضباط والمثقفين والفلاحين في العمارة الغراف ومنطقة الفرات الأوسط. في البداية سعت لجنة بغداد الإقليمية إلى دعم اللجنة المركزية لمواجهة فصيل الكادر، لكن هذه الخطوة باءت بالفشل. ثم توجه الحاج إلى فصيل الكادر لتوحيد قواها ضد اللجنة المركزية لكن كادر الكادر رفض الدعوة.
وسط تصاعد التوترات داخل الحزب حاول الحاج منع انقسام الحزب باعتقال اللجنة المركزية لكن هذه المؤامرة باءت بالفشل. بعد فشل الحاج في السيطرة على الحزب، تضافرت جهود الحاج وكتيبة الكادر وانفصلت عن الحزب الشيوعي العراقي.

## إنشاء القيادة المركزية
في 17 سبتمبر 1967، تم تأسيس الحزب الشيوعي العراقي - القيادة المركزية رسميًا كمنظمة منفصلة. تم استخدام لقب "القيادة المركزية" لتمييزها عن الحزب الشيوعي العراقي الرئيسي الموالي للاتحاد السوفيتي، والذي أطلق عليه بدوره لقب "الحزب الشيوعي العراقي - اللجنة المركزية". استقطب الحزب الجديد أتباعًا مهمًا من فرع الفرات الأوسط السابق للحزب الشيوعي العراقي، ومنظمة حزب مدينة الثورة والخلايا العمالية في مكتب عمال بغداد.
كان للحزب الجديد مكتب سياسي من 5 أعضاء يتألف من عزيز الحاج، كاظم رضا الصفار، أحمد خضر الصافي، أحمد محمود الحلاق، ماتي هندي هندوسي. شغل الحاج منصب الأمين العام للحزب. اتخذ الحزب موقفا متشددا ضد الحكومة والطبقة البرجوازية.  ودعا الحزب إلى "نظام ديمقراطي شعبي ثوري بقيادة الطبقة العاملة". أيد الحزب حق الأكراد في تقرير المصير. بالمقارنة مع الحزب الشيوعي العراقي - اللجنة المركزية، كان الحزب الشيوعي العراقي - القيادة المركزية أكثر عداءً لحزب البعث.
أصدر الحزب دورية غير منتظمة مناضل الحزب ("المناضل الحزبي") 1967-1968- بدأ إصدار عضو الحزب طارق الشعب ("مسار الشعب") في أكتوبر / تشرين الأول 1967.
ودعا الحزب إلى "تسليح الجماهير" و "الكفاح الشعبي المسلح في المدن والأرياف". في خريف عام 1967، انخرط الحزب الشيوعي العراقي - القيادة المركزية في سلسلة اشتباكات مع قوات الأمن في المناطق الجنوبية من الفرات الأوسط والأهوار. أثارت حملة حرب العصابات بين الحزب الشيوعي العراقي والقيادة المركزية في منطقة جنوب الفرات الأوسط والأهوار الجنوبية مخاوف بين القادة الدينيين الشيعة والسنة على حد سواء. انتهز البعثيون اللحظة من خلال المشاركة في التجمعات المناهضة للشيوعية في بغداد وأماكن أخرى.
كان الحزب الشيوعي العراقي - القيادة المركزية من بين مجموعات قليلة، تعارض موسكو والبرجوازية الوطنية العربية، والتي وصفت بأنها "مؤيدة للصين". لكن لم يكن هناك دليل علني على وجود أي صلات بين الحزب ونظرائه الصينيين ورفض الحزب تسمية "الموالية للصين".

## 2 يناير 1968 مؤتمر الحزب
عقد الحزب الشيوعي العراقي - القيادة المركزية مؤتمراً حزبيًا في 2 يناير 1968 تبنى الحزب وثيقة خط تكتيكية، بناءً على أفكار زكي - الداعية إلى الكفاح المسلح الشعبي، وهو موقف يلهمه الماويون. رفض الحزب الشيوعي العراقي - القيادة المركزية التكتيك الراسخ للحزب الشيوعي العراقي - اللجنة المركزية لدعم الانقلابات العسكرية، بحجة أن الجيش كان `` أداة للدولة الإقطاعية الرأسمالية '' وأن القيادة العليا للجيش مرتبطة ارتباطًا وثيقًا بـ ' المعسكر المناهض للشيوعية والطبقة العاملة والقومية الكردية.
3/6/1968 قتل زكي وكوادر حزبي آخر (محسن حواس وكاظم مناذر) في معركة هور غموكة، في الاهوار الجنوبية.

## الانقلاب البعثي وإطلاق الحرب الشعبية الثورية
كان الحزب الشيوعي العراقي - القيادة المركزية قد عارض بعنف حكومة عبد الرحمن عارف، وسيواصل نضال المقاتلين ضد حكومة البعث الجديدة بعد انقلاب 17 يوليو 1968. في أعقاب الانقلاب، تواصل البعثيون مع الفصيلين الشيوعيين وعرضوا عليهم مناصب وزارية في الحكومة الجديدة. وكان الحزب الشيوعي العراقي - القيادة المركزية قد رفض العرض. لعدة أشهر بعد الانقلاب، قُتل عدد كبير من الكوادر الشيوعية وألقيت جثثهم في الأنهار أو الأزقة.
في أواخر عام 1968، أعلن الحزب الشيوعي العراقي - القيادة المركزية إطلاق " حرب الشعب الثورية " بشن حملة من المداهمات على مراكز الشرطة والبنوك. وأجرى الحزب عمليات "تكفير" و "اعتراضات ثورية" وتفجير سيارات مفخخة. في وقت من الأوقات هاجم الحزب منزل صدام حسين. كان للحزب الشيوعي العراقي - القيادة المركزية منظمة، جهاز الصديمي (القوة الضاربة)، بقيادة عضو اللجنة المركزية للحزب صالح رضا العسكري، المسؤول عن أمن الحزب.

## القمع والاعترافات

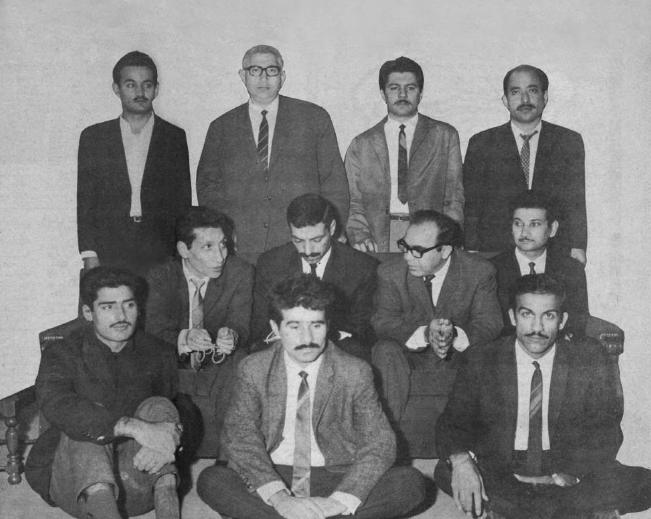
قيادة الحزب الشيوعي العراقي (القيادة المركزية)، صورت بعد أن اعتقلتها السلطات عام 1969. الصف الخلفي (واقفًا) من اليسار إلى اليمين: صالح رضا العسكري (عضو اللجنة المركزية مسؤول عن جهاز الصدامي)، بيتر يوسف (عضو اللجنة المركزية)، مالك منصور (عضو اللجنة المركزية)، كاظم رضا العسكر. -صفار (عضو بوليبورو، الرجل الثاني في الحزب بعد الحاج).
الصف الأوسط (جالسًا) من اليسار إلى اليمين: عزيز الحاج، طلال سلمان (مراسل مجلة الصياد مقابلة الحاج)، خضير عباس الزبيدي (عضو اللجنة المركزية)، أحمد خضر الصافي (عضو المكتب السياسي).

توجت حملة حرب العصابات التي قام بها الحزب الشيوعي العراقي - القيادة المركزية ضد حكومة البعث باعتقال الحاج وجميع أعضاء المكتب السياسي الآخرين والعديد من أعضاء الحزب العاديين. أصبح الحزب الشيوعي العراقي - القيادة المركزية هدفًا رئيسيًا للقمع البعثي، أكثر من الحزب الشيوعي العراقي - اللجنة المركزية. اعتقل الحاج في فبراير 1969. مات اثنان من أعضاء المكتب السياسي تحت التعذيب. الثلاثة الآخرون انهاروا تحت ضغط التعذيب، واعترف الحاج لآسريه. في أبريل 1969 ألقى الحاج كلمة متلفزة دعا فيها أعضاء الحزب إلى التعاون مع البعث. وسُجن أو قُتل العشرات من أعضاء الحزب الشيوعي العراقي - القيادة المركزية بعد اعترافات الحاج.
في يونيو 1969، في أعقاب القمع، قام السكرتير الأول للحزب الشيوعي العراقي - اللجنة المركزية عزيز محمد في خطابه أمام الاجتماع الدولي للأحزاب الشيوعية والعمالية في موسكو بهجوم مبطّن على الحزب الشيوعي العراقي - القيادة المركزية.، مشيرًا إلى أن "الميول الغاضبة ظهرت في حزبنا أيضًا، ممثلة بمجموعة من المغامرين" اليساريين المتطرفين". [... ] ظهور هذه الاتجاهات كان بسبب سياسة المغامرة والخط القومي والمناهض للعالمية للجماعة الحاكمة في الصين. ومع ذلك، فقد تعامل حزبنا مع هذا الاتجاه البرجوازي الصغير، وحاربه أيديولوجيًا حتى تم تدميره، وسحقه بمشاريعه الطائفية العقيمة.

## قيادة جديدة
بعد القمع، تم تهميش نفوذ الحزب الشيوعي العراقي - القيادة المركزية. بعد عمليات القتل والاعتقالات التي طالت قادة الحزب الرئيسيين، أصبح إبراهيم العلوي (الحزب "نجم محمود") الزعيم الفعلي للحزب الشيوعي العراقي - القيادة المركزية. عقد اجتماعًا في أغسطس 1969 انتخب فيه قيادة جديدة للحزب.
في عام 1972، أدان الحزب الشيوعي العراقي - القيادة المركزية تحرك اللجنة المركزية للحزب الشيوعي العراقي للسماح لاثنين من الشيوعيين بتولي مناصب وزارية في الحكومة التي يقودها البعث باعتباره خيانة. عندما انضم الحزب الشيوعي العراقي - اللجنة المركزية للجبهة الوطنية التقدمية في يوليو 1973، أدان الحزب الشيوعي العراقي - القيادة المركزية هذه الخطوة ووصفها بالخيانة.
في عام 1974، نظم الحزب الشيوعي العراقي - القيادة المركزية "مؤتمر الحزب الثالث".

## انشقاق وحدة القعدة
في منتصف السبعينيات ظهر فصيل داخل الحزب بقيادة عادل عبد المهدي. بدأ الفصيل بنشر دورية "وحدة القاعدة". واتهم العلوي جماعة وحدات القاعدة بخرق انضباط الحزب وطرد المهدي ومن معه من الحزب. وردت جماعة وحدات القاعدة بالادعاء بأنها القيادة الشرعية للحزب الشيوعي العراقي - القيادة المركزية وأعلنت طرد العلوي من الحزب. على نحو فعال، شكلت جماعة وحدات القاعدة الآن حزبًا منفصلاً خاصًا بها.  انحاز قسم كبير من كوادر الحزب الشيوعي العراقي - القيادة المركزية إلى المجموعة المنشقة. في سبتمبر 1976، عقدت جماعة وحدات القاعدة مؤتمرا حزبا مشابها لمؤتمر الحزب. شارك في المؤتمر معظم أعضاء ما قبل الانقسام، الحزب الشيوعي العراقي - القيادة المركزية، بالإضافة إلى بعض الماركسيين العراقيين المستقلين.